# Cybister wittmeri
Cybister wittmeri är en skalbaggsart som beskrevs av Michel Brancucci 1979. Cybister wittmeri ingår i släktet Cybister och familjen dykare. Inga underarter finns listade i Catalogue of Life.